# Ренсіс Лайкерт
Ренсіс Лайкерт (англ. Likert Rensis, 5 серпня 1903, м. Шаєнн, штат Вайомінг, США — 3 вересня 1981, м. Енн Арбор, штат Мічиган, США) — американський соціальний психолог, дослідник проблем організації, організаційної поведінки і управління, розробник т. з. психометричної шкали Лайкерта.

## Життєпис
Ренсіс Лайкерт народився 5 серпня 1903 року Джорджем Гербертом Лайкертом і Корнелією Адріанною Лайкерт у м. Шаєнн, штат Вайомінг. Під впливом свого батька, який працював інженером у Союзі Тихоокеанської залізниці, Лайкерт вивчав цивільне будівництво в Мічиганському університеті в Енн Арбор протягом трьох років. Під час водорозділу 1922 року він працював практикантом у Союзі Тихоокеанської залізниці, де його навчали організації та їхньої поведінки. Лайкерт вирішив перейти від вивчення цивільного будівництва до економіки та соціології в Мічиганському університеті через впливового професора Роберта Анжела. В 1926 році він отримав ступінь бакалавра з соціології. Після закінчення навчання він один рік навчався в Союзній богословській семінарії. Лайкерт продовжував удосконалювати свій докторський ступінь з психології в Колумбійському університеті в 1932 році. Під час навчання в Колумбійському університеті він наближався до дисципліни соціальної психології. В 1935 році Лайкерт став директором дослідження Асоціації управління страхування життя лізингу в Хартфорді, штат Коннектикут. Він закінчить співавторство книги «Громадська думка та індивідуальність» (1938) з його наставником у Колумбії, Гарднер Мерфі. Одружився з Джейн Гібсон, коли навчався в Колумбійському університеті, яку він зустрів ще у Мічиганському університеті. У них народилося дві доньки: Єлизавета і Патриція. У 1969 році Лайкерт вступив на посаду директора Інституту соціальних досліджень. Він переїхав до Гонолулу, Гаваї, з дружиною, де він продовжував свою роботу, утворивши Асоціацію Ренсіса Лайкерта. Лайкерт помер 3 вересня 1981 року в м. Енн Арбор, штат Мічиган у віці 78 років.

## Науковий доробок
Шкала Лайкерта (англ. Likert scale, шкала сумарних оцінок) — психометрична шкала, яка часто використовується в анкетах і анкетних дослідженнях. Вона була розроблена в 1932 році Ренсісом Лайкертом. При роботі зі шкалою респондент оцінює ступінь своєї згоди або незгоди з кожним судженням, від «повністю згоден» до «повністю не згоден». Сума оцінок кожного окремого судження дозволяє виявити установку випробуваного з якого-небудь питання. Передбачається, що відношення до досліджуваного предмета засновані на простих несуперечливих судженнях, і являють собою континуум від однієї критичної точки через нейтральну до протилежної критичної.
Структура опитувальника є простою. Самі пункти є простими твердженнями, які випробуваному потрібно оцінити, виходячи зі свого особистого уявлення. Зазвичай використовується 5 градацій:
1. Повністю не згоден
2. Не згоден
3. Десь посередині
4. Згоден
5. Повністю згоден.

Формулювання тверджень підбираються залежно від завдань дослідника, формулювання відповіді можуть змінюватися. Число градацій теж може бути різним, але не менше трьох та не більше дев'яти.
При використанні шкали Лайкерта можна зіткнутися з рядом неточностей у зв'язку з тим, що респонденти найчастіше схильні:
- уникати крайніх та середніх відповідей;
- погоджуватися з твердженнями, не замислюючись;
- намагатися справити сприятливе враження, відповідаючи нещиро.

Шкалу Лайкерта досить легко побудувати, вона забезпечує відносну надійність навіть при невеликій кількості суджень, при цьому отримані дані легко обробляти. Широко поширена в соціологічних, соціально-психологічних дослідженнях, рідше в маркетингових і економічних дослідженнях.
Теорія стилів керування — стилі управління, розроблені Ренсісом Лайкертом у 1960-х роках в Мічиганському університеті дослідження, яка присвячена відмінностям ефективної і неефективної організації. У своїй теорії Лайкерт виділив дві крайності щодо стилів керівництва — керівник, орієнтований на завдання і керівник, орієнтований на співробітників. Він узагальнив реальні методи управління і в залежності від стилю керівництва розробив чотири основні моделі управління.
Експлуататорський авторитаризм
Експлуататорський авторитаризм, при якому керівник не довіряє підлеглим, рідко підключає їх до прийняття рішень, а завдання спускаються зверху вниз вже готовими. Основний стимул — страх і загроза покарання, винагороди тут випадкові, як і взаємодія керівника з підлеглими, яка будується на взаємній недовірі. Очікується, що працівники будуть перевищувати вказані робочі години, створюючи негативні робочі середовища в організаціях. Ця модель управління орієнтована на задачу з жорстокою структурованою системою керування. Формальна і неформальна організації знаходяться в протиборстві.
Доброзичлива автократія
Доброзичлива автократія передбачає, що керівництво удостоює підлеглих деяким довірою, але як господар слугу. Частина рішень делегується вниз, але приймаються вони в суворо визначених межах. Працівники нижчого рівня більш активно беруть участь у процесі прийняття рішень, але вони все ще обмежуються керівництвом. Винагорода тут дійсна, а покарання — потенційне, і обидва використовуються для мотивації працівників. Взаємодія здійснюється через поблажливість з боку керівника та обережність з боку підлеглого. Підпорядковані в цій системі працівники можуть стати ворожими один до одного через конкуренцію. Задоволення серед працівників є низьким або середньо — низьким, а продуктивність вимірюється належним чином. Неформальна організація існує, але певна частина протистоїть формальній.
Консультативна демократія
Консультативна демократія передбачає, що менеджери радяться з підлеглими і прагнуть конструктивно використовувати все краще, що вони пропонують. Мотивація йде вже не тільки за рахунок винагороди, але і в формі деякого підключення до управління. Велика частина управлінського персоналу відчуває свою відповідальність за досягнення цілей організації. Комунікації здійснюються як зверху вниз, так і знизу вгору, але рішення в основному приймаються нагорі. Це сприяє більш позитивному впливу на стосунки працівників і дозволяє більшій співпраці між ними. Як результат, керівники вищого рівня роблять рішення компанії з урахуванням внесків від підлеглих. Працівники нижчого рівня розглядаються як консультанти до попередніх рішень та більш схильні приймати зміни через їх участь у прийнятті важливих рішень. Задоволення в цій системі покращується від доброзичливого до продуктивного. Неформальна організація може і не виникнути, але якщо вона існує, то розбіжність із формальної часткова.
Спільне управління
Спільне управління засноване на особистій участі підлеглих в управлінні. Процес прийняття рішень зосереджений по всіх рівнях управління, потік комунікацій йде не тільки вгору-вниз, але і по горизонталі. Працівники беруть участь в процесі представлення цілей, прийняття рішень, контролю та децентралізації. Менеджери мотивують працівників через систему грошової винагороди, участь у встановленні цілей та довіру керівництва. Керівництво також заохочує працівників брати участь поза їхньою професійною роллю і створювати відносини з працівниками на всіх рівнях організації. Формальна і неформальна організації, як правило, збігаються.

## Професійні досягнення
- Президент Американської статистичної асоціації з 1959 р.[3]
- Розроблені ваги для вимірювання відношення[4]
- Розвиток шкали Лайкерта (1932)
- Призначений головою відділу морального огляду стратегічного бомбового опитування США (1944)[5]
- Співробітник Американської статистичної асоціації (1949)[6]
- Почесна грамота, Тільбургський університет, Нідерланди (1967)
- Розроблено відкрите інтерв'ю
- Техніка для переносу для інтерв'ю[7]
- Впроваджено управління участю[4]